# Olympia Bidà
Olympia (Olga) Bidà (1903-1952) est une religieuse catholique ukrainienne, de la congrégation des Sœurs de Saint Joseph époux de la Bienheureuse Vierge Marie, morte dans le camp de détention de Kharsk près de Tomsk en Sibérie. Elle fait partie du groupe des 25 martyrs ukrainiens béatifiés par le pape Jean-Paul II, à Lviv le 27 juin 2001.

## Biographie
Olga Bidà naît en 1903 au village de Tsebliv dans l'oblast de Lviv. Elle entre chez les Sœurs de Saint Joseph et prend le nom d'Olympia. Elle sert dans de nombreuses villes ou villages comme catéchiste. Elle est maîtresse des novices et prend soin des personnes âgées et infirmes. Nommée supérieure de la maison de Khyriv, ville rattachée, avec l'oblast de Lviv, dès 1945 à l'Union soviétique, elle fait de son mieux pour poursuivre son apostolat en dépit de la pression exercée par les communistes pour entraver son travail. En 1951 elle est arrêtée avec deux autres religieuses, emprisonnée, puis envoyée dans le camp de détention de Kharsk, dans la région de Tomsk en Sibérie. Soumise à de rudes travaux forcés, elle succombe à la maladie et meurt le 28 janvier 1952.
Le 24 avril 2001, le pape Jean-Paul II la reconnaît, ainsi que ses vingt-six compagnons, morte in odium fidei, et signe le décret de béatification. Celle-ci est célébrée à Lviv, lors de la visite pastorale du pape le 27 juin suivant.

## Sources
- (en) « Biographies of twenty five Greek-Catholic Servants of God – Olympia Bida », sur vatican.va, Vatican, 27 juin 2001 (consulté le 11 décembre 2016).
- (en) « The New Martyrs of the Ukrainian Greco-Catholic Church – “Because she was a nun” », sur icshrine.org (consulté le 11 décembre 2016).